# Bösige

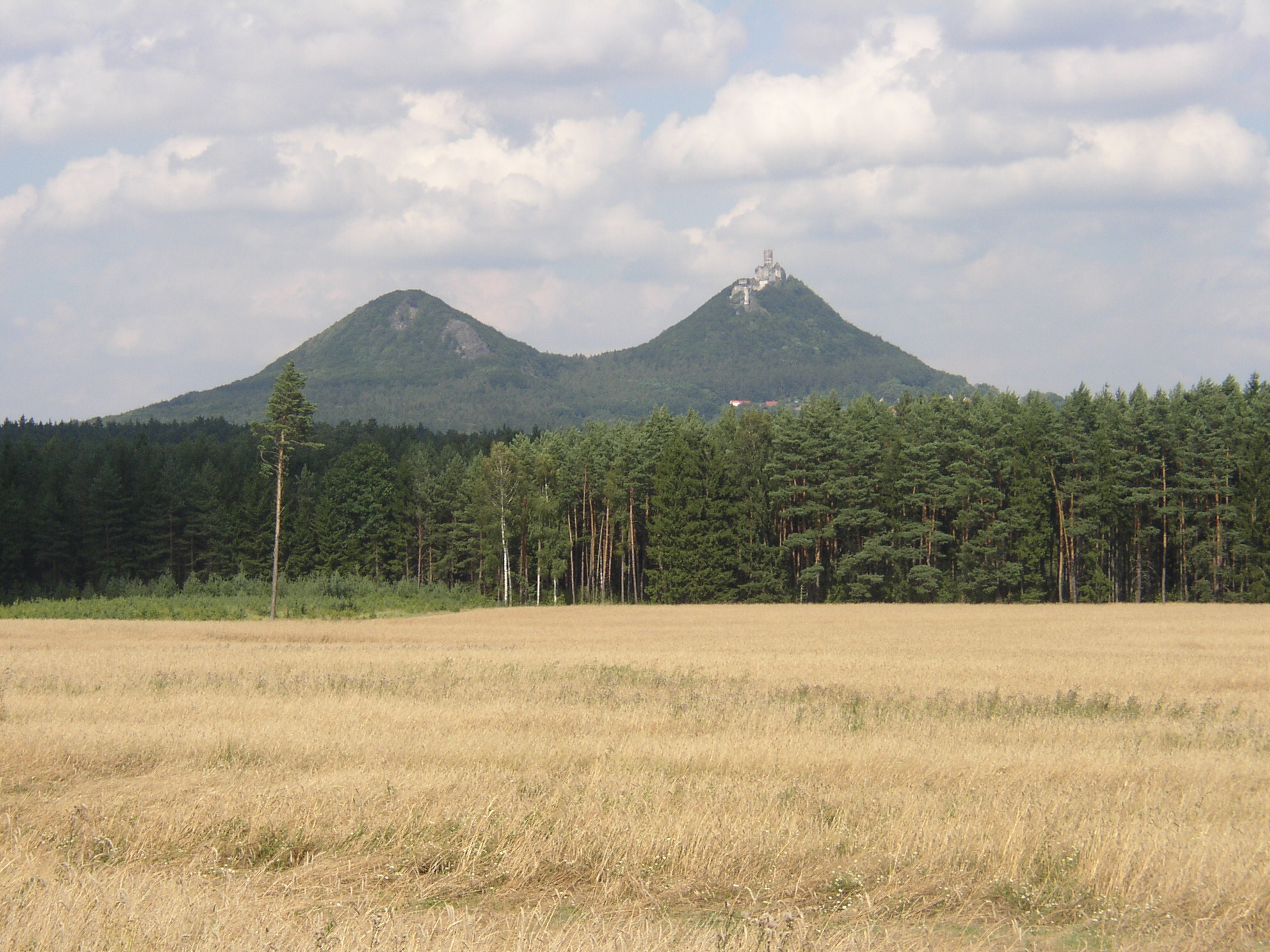
Die Bösige

Die Bösige (tschechisch: Bezdězy) sind eine markante Doppelformation aus den Bergen Bezděz (Bösig) und Malý Bezděz (Neuberg) im Norden Tschechiens und stellen ein Wahrzeichen Nordböhmens dar.
Siehe Hauptartikel:
- Malý Bezděz
- (Velký) Bezděz (mit der Burg Bezděz am Gipfel)